# リュドミラ・プーチナ
リュドミラ・アレクサンドロヴナ・プーチナ（リュドミラ・プーチン、ロシア語: Людмила Александровна Путина、ラテン文字表記の例：Lyudmila Aleksandrovna Putina、1958年1月6日 - ）は、ロシア連邦大統領、首相のウラジーミル・プーチンの元夫人。
再婚後の姓はオチェレトナヤ（Очеретная、Ocheretnaya）、旧姓はシュクレブネワ（Шкребнева、Shkrebneva）。ソビエト連邦カリーニングラードの出身。

## 略歴

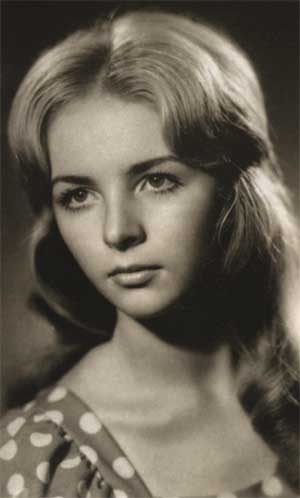
若い頃のリュドミラ・プーチナ

結婚前はアエロフロートのローカル線の客室乗務員であった。1986年レニングラード大学哲学部を卒業する。大学では文献学とスペイン語を修めた。また、1990年に復学しドイツ語を学んだ。1983年7月28日ウラジーミル・プーチンと結婚した。二人の間には1985年生まれのマリアと1986年ドレスデン生まれのエカテリーナ（カーチャ）の二女がいる。プーチンの東独勤務もあって二人の娘は、1999年プーチンの首相就任までモスクワ・ドイツ学校（ドイツ・シューレ・モスクワ）に在学した。
1993年カリーニングラードで大きな自動車事故に巻き込まれ重傷を負った。事故が契機となって正教に熱心に帰依するようになったと言われる。また、1999年まで数年間テレコミンヴェスト社の代表を務めている。

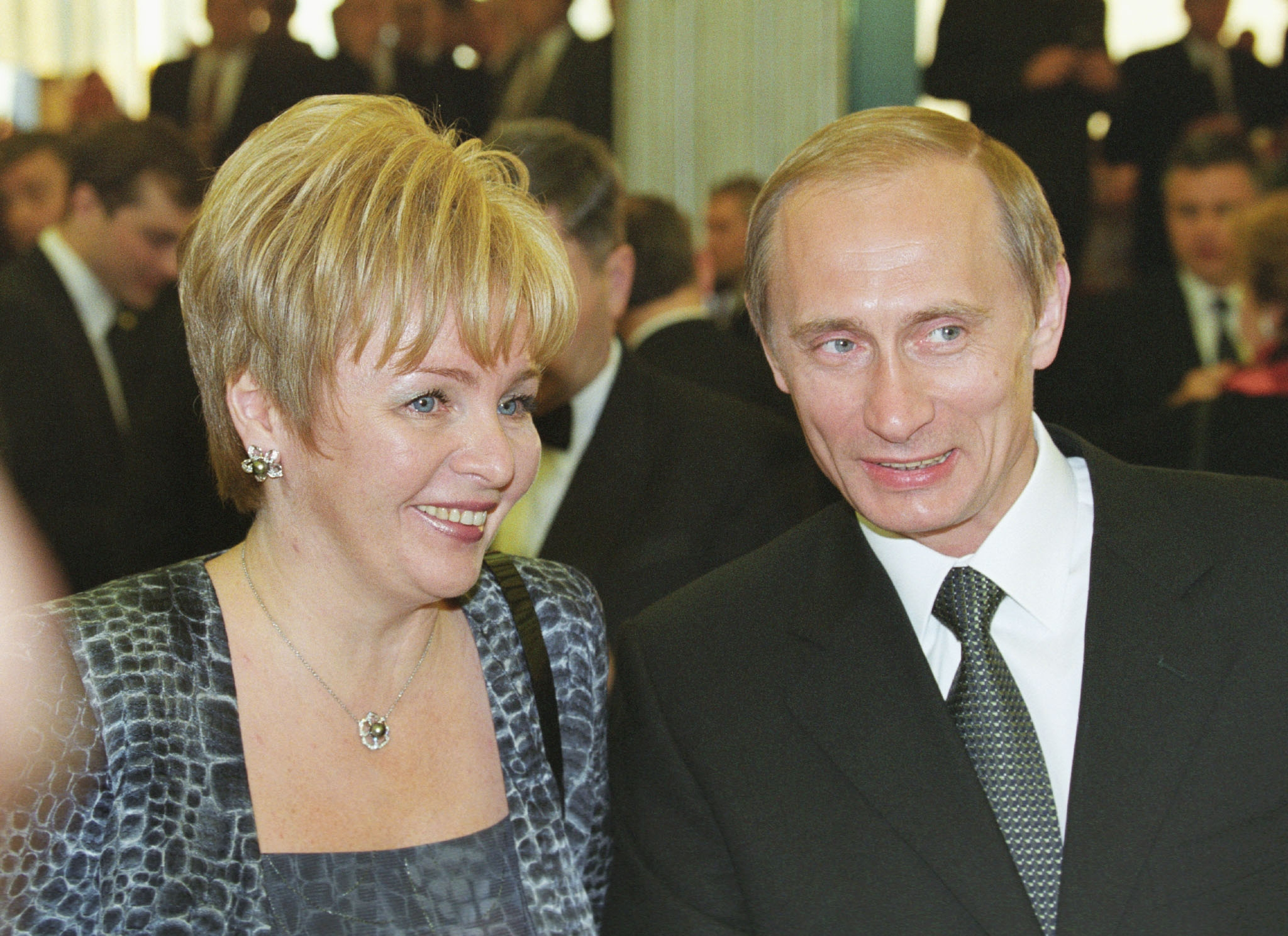
リュドミラ・プーチナとウラジーミル・プーチン（2000年撮影）

プーチンが首相、大統領代行を経て大統領に就任し、リュドミラ夫人も名実ともにロシアのファーストレディーとなるが、彼女はロシアの伝統に従い、大統領夫人として公式行事の場に臨席する以外は、積極的に政治の場に口を出すことはしなかった。もっともロシア語教育については、若干の影響を及ぼした。リュドミラ夫人はロシア語発展基金の総裁でもあり、2000年代初めのロシア語の綴りについての改正試案は、夫人の反対にあって実現しなかったといわれる。
2013年6月6日の夜､クレムリンの宮殿でプーチン大統領とバレエを鑑賞した後に､二人が離婚することを決めたことが公表された。2014年4月2日、ロシア政府はプーチンとリュミドラ夫人の離婚が正式に成立したと発表した。
2016年、2015年に21歳年下の実業家であるアルトゥール・オチェレトニーと再婚したと報じられた。